# Onthophagus discolor
Onthophagus discolor là một loài bọ cánh cứng trong họ Bọ hung (Scarabaeidae).